# Robert Wiene
Robert Wiene (Breslau, 27 de abril de 1873 - Paris, 16 de junho de 1938) foi um dos mais importantes diretores do cinema alemão.

## Biografia
Robert Wiene nasceu na antiga Breslau (na época, parte da Alemanha, sendo hoje Wrocław, na Polônia), filho do famoso ator de teatro Carl Wiene. Seu irmão mais novo, Conrad Wiene também se tornou ator, mas Robert inicialmente estudou Direito na Universidade de Berlim. Desde 1908 Robert também esteve atuando, primeiramente com pequenas participações no palco. Sua primeira investida no cinema foi em 1912 com seu roteiro para Die Waffen der Jugend.

## Obras

### Panorama Geral
Sua mais memorável participação no cinema acontecem através do terror de 1920 intitulado O Gabinete do Dr. Caligari e da adaptação de Crime e Castigo - Raskólnikov de Dostoiévski (1923), ambos os filmes tendo uma profunda influência do cinema alemão da época.

## Histórico
Depois que Hitler tomou o poder na Alemanha, Robert Wiene deixou Berlim, primeiramente para Budapeste onde dirigiu One Night In Venice (1934), posteriormente para Londres e finalmente para Paris onde tentou produzir junto de Jean Cocteau uma reprodução sonora de O Gabinete.
Wiene morreu em Paris dez dias antes do fim da produção de um filme de espiões, Ultimatum, depois de ter sofrido de câncer. O filme foi terminado por seu amigo Robert Siodmak.

## Filmografia selecionada

### Como diretor
- O Gabinete do Dr. Caligari (1919, lançado em 1920).
- Genuine (1920)
- Raskownikow (1923)
- I.N.R.I. (1923)
- Orlacs Hände (1924).
- Der Rosenkavalier (1926).
- Der Liebesexpress (1931);
- One Night In Venice (1934).
- Ultimatum (1938).